# Ив Кософски Сеџвик
Ив Кософски Сеџвик (енгл. Eve Kosofsky Sedgwick; Дејтон, 2. мај 1950 — Њујорк, 12. април 2009) била је америчка теоритичарка књижевности, есејисткиња, универзитетска професорка, теоретичарка рода и једна од зачетница квир теорије.
Њени радови обухватају широко поље различитих тема и методолошких школа - од квир перформативности, ЛГБТ и женских студија, експерименталне критике; преко бављења делима Марсела Пруста и Мишела Фукоа, нелакановском психоанализом, будизмом, антропологијом, историјом филма, филозофијом, педагогијом; до теорије афеката Силвана Томкинса и теоријама Меланије Клајн. Сва њена дела су жанровски хетерогена и изразито еклектична са снажним упливом феминизма, а најзначајније су јој књиге: „Енглеска књижевност и мушка хомосоцијална жудња” (1985), „Епистемологија ормара” (1990) и „Склоности” (1993). На трагу поставки Мишела Фукоа анализирала је хомоеротске подзаплете у романима Хенрија Џејмса, Чарлса Дикенса, Хермана Мелвила и других. Сковала је термине „хомосоцијално” и „антихомофобично”.

## Одабрана дела
- Повезаност готских конвенција (The Coherence of Gothic Conventions, 1980)
- Енглеска књижевност и мушка хомосоцијална жудња (Клад, 1985)
- Епистемологија ормара (Epistemology of the Closet, 1990)
- Склоности (Tendencies, 1993)
- Дебела уметност, мршава уметност (Fat Art, Thin Art, 1994)
- Перформативност и перформанс (Performativity and Performance, 1995)